# Шестикутний паркет

Шестикутний паркет як модель щільного пакування кіл на площині

Шестикутний паркет — замощення площини рівними правильними шестикутниками, розташованими сторона до сторони.
Шестикутний паркет є двоїстим трикутного паркету: якщо з'єднати центри суміжних шестикутників, то проведені відрізки дадуть трикутний паркет. Символ Шлефлі шестикутного паркету — {6,3}, що означає, що в кожній вершині паркету сходяться три шестикутника.
Шестикутний паркет є моделлю найбільш щільного пакування кіл на площині. Замощення площини правильними шестикутниками є основою для деяких ігор на клітинному полі: гексагональних шахів, варіантів моделі «Життя» та інших двовимірних клітинних автоматів, кільцевих флексагонів і т. ін.
Існує гіпотеза, яка стверджує, що шестикутний паркет є найкращим способом розділити поверхню на ділянки рівної площі з найменшим сумарним периметром.
Структури, подібні до шестикутного паркету, існують у природі у вигляді бджолиних стільників та фасеткових очей комах та ракоподібних. Графени графіту також утворюють зв'язки, подібні до граней шестикутного паркету. Штучно синтезовані трубчасті графенові листи відомі як вуглецеві нанотрубки.